# Eponina
Eponina is een kevergeslacht uit de familie van de boktorren (Cerambycidae). De wetenschappelijke naam van het geslacht werd voor het eerst geldig gepubliceerd in 1939 door Lane.

## Soorten
Eponina omvat de volgende soorten:
- Eponina breyeri (Prosen, 1954)
- Eponina flava Lane, 1939
- Eponina lanuginosa (Martins & Galileo, 1985)
- Eponina metuia Martins & Galileo, 1998
- Eponina nigristernis (Martins & Galileo, 1985)